# 声学多普勒流速剖面仪
声学多普勒流速剖面仪（英語：Acoustic Doppler Current Profiler，缩写：ADCP）是一种用于测量水速的水声学流速计。其原理类似于声纳：ADCP向水中发射声波，水中的散射体使声波产生散射；ADCP接收散射体返还的回波信号，通过分析其多普勒效应频移以计算流速。 起初ADCP仅是RD Instruments公司于19世纪80年代推出的产品系列名称，但如今已演变为同类声学流速计的统称。

## 工作原理

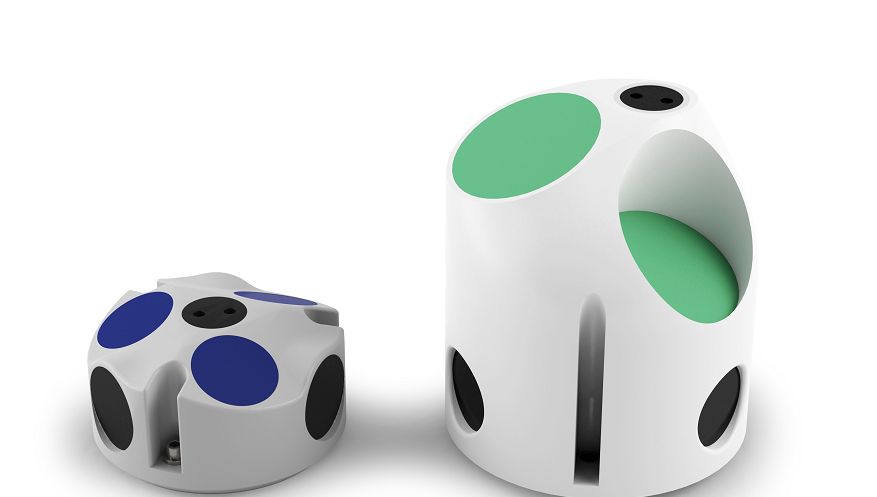
可测量三个流速分量的三波束ADCP（Aquadopp Profiler，1兆赫型和0.6兆赫型，Nortek公司）

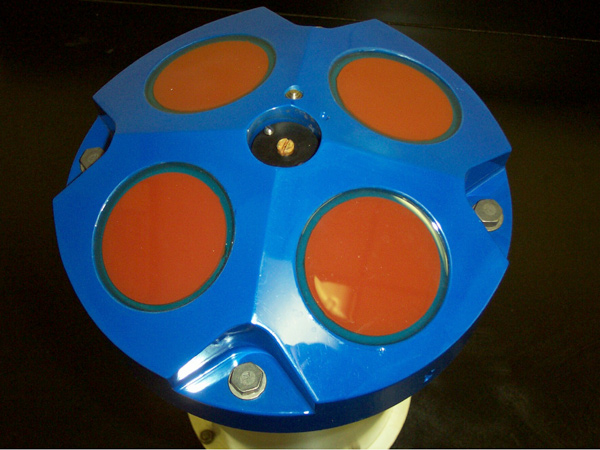
四波束ADCP（WH-600，RD Instruments公司)

ADCP内的关键部件是压电效应换能器，用以发射和接收声学信号。测量声波的往返时间，将其乘以水中声速即可粗略计算出散射体的距离；测量声波的多普勒效应频移，则能计算出散射体在该声束方向上的速度分量。因此，要测量速度三向量，需要至少三个换能器来产生三个不同方向的声束。而在河流测速中，由于目标数据通常只含两个速度向量（即忽略垂直于河岸的水速），相应地通常仅配备两波束的ADCP。近年的ADCP由于配备更多功能，如测波、湍流测量等，三、四、五甚至九波束的配置也已出现。
不同ADCP发射的声学频率范围最低可至38千赫，最高则达数兆赫，其频率与目标水域之水深相关。
ADCP由以下组件构成：一个放大电路；一个接收器；一个时钟用以测量声波的往返时间；一个罗经用以测定方向；一个运动姿态传感器； 一个模拟-数字转换器和一个数字信号处理器用以处理返还的声学信号并分析其多普勒频移；一个温度传感器用以校正声速在当前海水状态方程下的偏差（此校正过程假定盐度保持在一个预设的常值）。这些测量数据可以存储在内置的存储器中，也可实时输出到用户端的软件上，分别称为自容式和直读式。

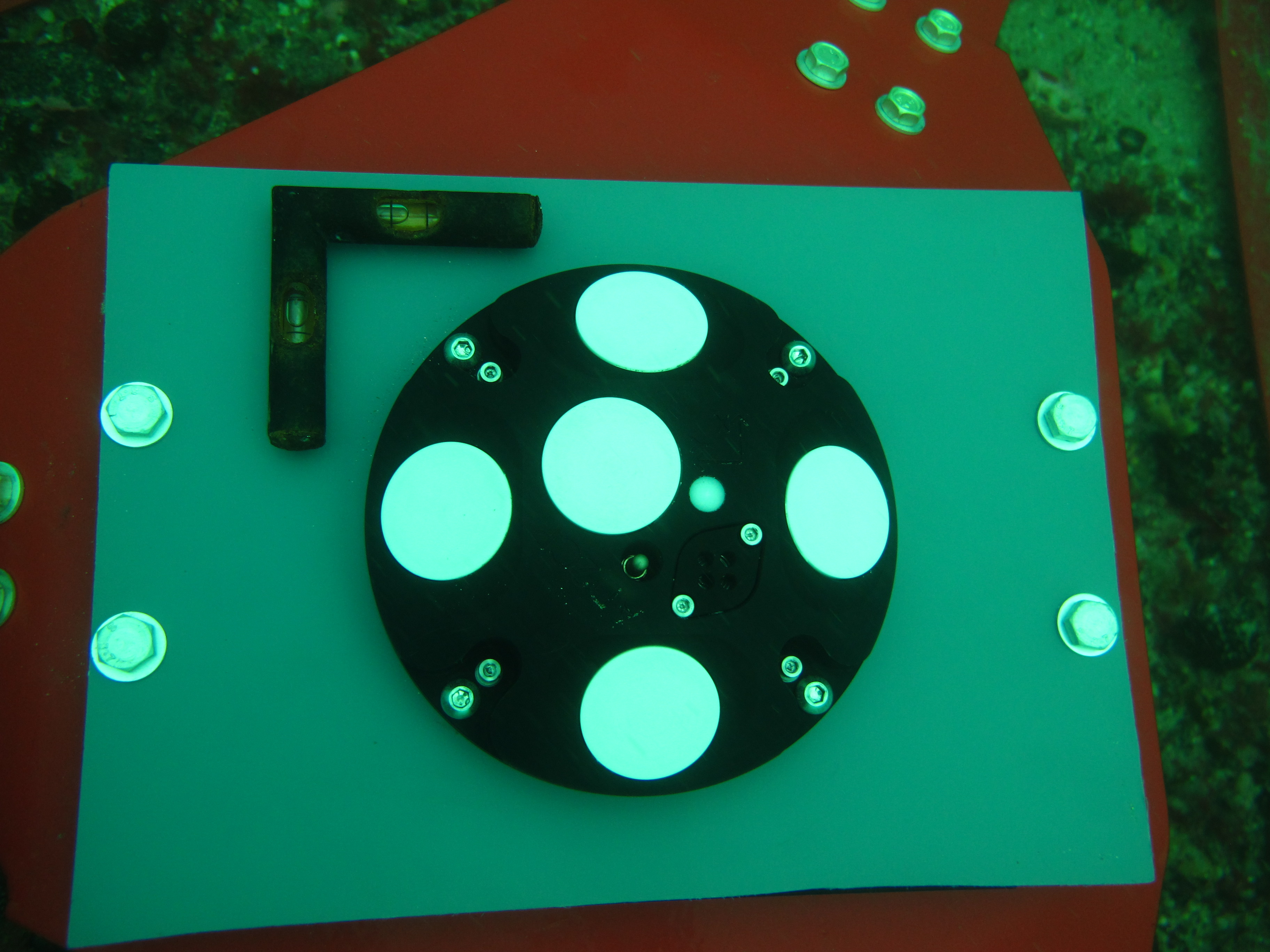
五波束ADCP的水下实景照片(Signature1000，Nortek公司)

## 数据处理方法
目前，通过声学波束测量多普勒效应频移，从而计算流速的处理方法有三种。第一种是仅使用单个长脉冲的“脉冲不相干”，即“窄带”法。该方法时空分辨率、测量精度较低。第二种是使用多个编码脉冲序列的“宽带”法，在测量精度、时空分辨率、盲区大小和适应性等性能上全面优于“窄带“。此种处理方法由RD Instruments公司发明，注册为第5615173号美国专利。第三种是利用一对相干的短脉冲的“脉冲相干”法 。这是一种局限性较大的处理方法，仅适用于极短的剖面测量过程，但其时空分辨率有极大提高。

## 安装
按安装方向区分，ADCP又可分为河岸固定式（若安装在船体侧面，则称为船舷式）、船底式和坐底式，分指侧向、朝下和朝上安装。安装在水域底部的坐底式ADCP和安装在船底的船底式ADCP以均匀的深度间隔测量纵向剖面的流速与流向；安装在河岸、墙体及桥墩等固定位置的河岸固定式ADCP则侧向测量岸与岸之间的剖面流速。
将ADCP安装在位于水中或水底的锚系观测平台上，是海洋学中海流和波潮研究的常用方法。在电池容量允许的范围内，ADCP可在水中持续观测数年时间；而一些ADCP则可通过传输数据的脐带电缆向仪器供电。

## 应用领域
ADCP应用最广的领域当属海洋学研究。ADCP也可用于河流、运河的流量测量。

## 详细应用

### 底跟踪
由于ADCP测量的是水体相对于ADCP的流速，船载式的ADCP测量得到的流速实际上是船速与实际流速之和。而船速的测量可通过底跟踪功能实现。底跟踪功能，指当ADCP采取船底式安装方法时，利用水底的回波测量水底相对于ADCP的运动速度。底跟踪分为两个步骤：首先通过回波确定水底的位置；再将该位置作为测量标准，调整参数，进而计算出自身的运动速度。由底跟踪的原理可知，该功能要求声束能到达水底并再次返回ADCP，因此仅在一定水深范围内有效。在底跟踪功能无效的深水域，船速需通过GPS、陀螺仪等部件得到的速度、方向数据来计算得出。

### 测流（测量流量）
ADCP亦可用于河流流量的测量。进行流量测量需要一台具备底跟踪功能的ADCP，和一个能搭载ADCP（类似于船舷式）进行水域跨越的载体。将其从一岸渡至彼岸，便可通过深度与速度数据估算出载体运动轨迹到水底的剖面面积；将向量轨迹和流速进行点积，计算得到流量。比起传统的测深杆-单点流速仪计算测流方法，是法有数大优势：点积、积分计算不要求运动载体之行驶路线为直线，曲线折线皆可；ADCP的分层测量原理极大提高了数据准确度；省时省力等等。该方法广泛用于水道测量学、水文地理学的水位-流量关系研究和流量监测。

### DVL（Doppler Velocity Log）
DVL（Doppler Velocity Log），多普勒测速仪，又称多普勒计程仪，是一种测量并记录航行速度、累积航程的ADCP，通常用于水下辅助导航系统。该种ADCP需配备底跟踪功能，并与罗经、陀螺仪以及加速度传感搭配，其数据经过卡尔曼滤波器的处理，可为载具提供定位功能。潜艇, 水下自主载具（AUV）和遥控潜水器（ROV）都可搭载这类导航功能。

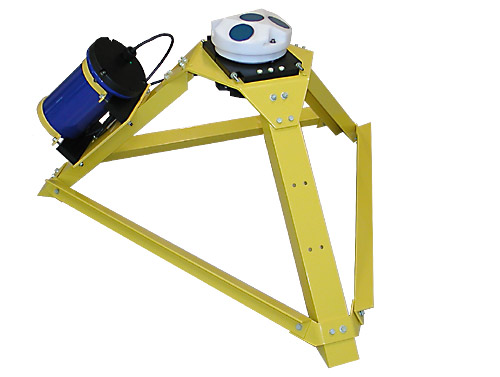
AWAC（Acoustic Wave and Currents）是一种专用于测量波高与波向的ADCP。

### 测波
測波即测量波浪。一些ADCP经过配置可测量波高和波向。波高测量的原理，是通过发射垂直声束，利用短脉冲回波和峰值估计算法测算ADCP至水面的距离。波向的测定，则通过对流速分量和波高进行互相关计算得出。测波功能一般由水底设备搭载，但近年也出现了具备测波功能的潜标。

### 湍流测量
具有“脉冲相干”测流功能的ADCP能以高精度测量急剧的小规模水体运动，即湍流的流速。经过配置，这类ADCP便可用以测算湍流的参数，如垂直剪切应力（雷诺应力）、湍动能剪切生成率、垂直涡黏性系数参数以及湍动能耗散率等。其中，对流速分量使用柯尔莫哥洛夫结构函数是计算湍动能耗散率的一种经典方法。ADCP的湍流测量功能既可在固定的观测平台上使用，也可应用在运动载具上，如潜标和水下滑翔机等。

## 优势与劣势

### 优势
ADCP有两大优势：首先是ADCP的遥感属性，即这样一个小型的设备能够测量超过1000米范围的剖面流速，为科学研究、工程和监测工作带来了极大的便利；此外，ADCP没有活动部件，因此可抗生物附着。这些特点使得ADCP能提供长期的洋流观测。19世纪80年代中起，已有数千台ADCP在世界各大海洋中投入使用，改变了人类对洋流的认识，对洋流的研究和观测有巨大贡献。

### 劣势
ADCP的劣势是在测量区域的边缘存在盲区，又称旁瓣干扰。旁瓣干扰区域通常占据剖面面积的6-12%。
作为水声学设备共有的潜在问题，ADCP造成的超声波噪音污染可能会干扰鲸目动物的导航和回声定位能力。具体的干扰效果由声波频率和设备的功率决定，但目前大多数ADCP的工作频率处在较为安全的区间。

## 参閲
- 声纳
- 洋流
- 物理海洋学

## 外部連結
- Michael R. Simpson and Richard N. Oltmann. . USGS Water-Supply Paper 2395. 1993  [2016-03-15] （英语）.

```
（
页面存档备份
，存于
）
```

- . Institut Wasserwesen, Universität München.   [2016-03-15] （德语）.

```
（
页面存档备份
，存于
）
```

- Instruments - Woods Hole Oceanographic Institution （页面存档备份，存于）